# Lâu đài Biely Kameň
Lâu đài Biely Kameň (tiếng Slovakia: Biely Kameň hrad), còn được gọi là Lâu đài Svätojurský, Lâu đài Neštyš, là tàn tích của một lâu đài được xây dựng theo phong cách kiến trúc Gothic tọa lạc trên một ngọn đồi thuộc địa phận thị trấn Svätý Jur, vùng Bratislava, Slovakia.

## Lịch sử
Lâu đài Biely Kameň được nhắc đến lần đầu tiên trong một văn bản có niên đại vào năm 1271. Lâu đài thuộc sở hữu của gia đình St. George cho đến năm 1526. Sau đó, lâu đài trở thành tài sản của một gia đình quý tộc khác là gia đình Zápoľ. Trong giai đoạn cuối thời Trung Cổ - đầu thời Phục hưng, lâu đài bị bỏ hoang và dần xuống cấp nghiêm trọng. Lâu đài được cho là bị sụp đổ sau vụ cướp bóc của người Thổ Nhĩ Kỳ vào năm 1663.

## Mô tả
Lâu đài được xây dựng trên một sơ đồ mặt bằng hình chữ nhật, được các bức tường lớn bao bọc xung quanh. Lâu đài có hai tòa tháp. Các tòa nhà bên trong lâu đài được xếp thành hai hàng dọc. Lâu đài được bảo vệ bằng các pháo đài. Đường vào lâu đài dẫn qua một cây cầu bắc qua một con hào. Hiện nay, tàn tích được bảo tồn tốt nhất của lâu đài Biely Kameň là phần còn sót lại của các tòa nhà ở cánh phía đông cùng với một mái vòm bằng gạch Gothic.